# Mazu Daoyi
Mazu Daoyi (709-788), en chinois 马祖道一, est un maître chinois bouddhiste de la branche Chan, patriarche de l'école Hongzhou Zong durant la dynastie Tang. Il est né dans la province du Sichuan, au nord de Chengdu. Il affirmait que « chaque esprit était la voie de la l'illumination » et que « l'esprit lui-même est le bouddha ».